# تله‌کابین عون بن علی

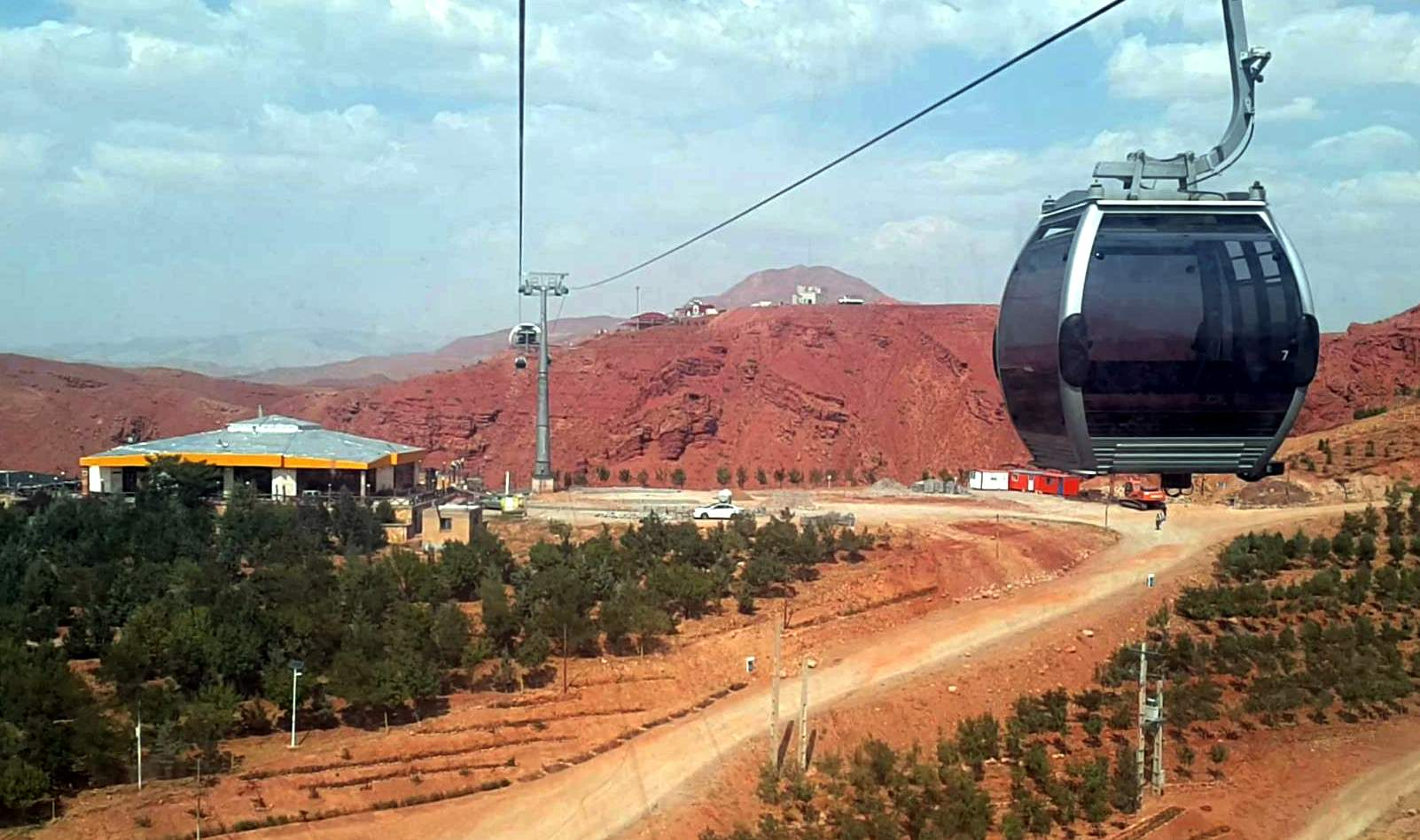
تله‌کابین عینالی

تله‌کابین عون بن علی یا عینالی، یکی از پروژه‌های در دست اجرا در شهر تبریز می‌باشد که پس از تکمیل طولانی‌ترین تله‌کابین کشور خواهد شد. این پروژه بخشی از پروژه تفرجگاه عون بن علی و پارک طبیعت است.
عملیات اجرایی تله‌کابین عون بن علی، در ارتفاعات شمالی تبریز و در کوه عون بن علی با تفاهم‌نامه‌ای که بین ایران و اتاق بازرگانی اسکاندیناوی ایران انعقاد شده‌است در سه فاز در دست اجرا است که فاز اول این پروژه با اعتبار ۱۰۰ میلیارد ریال و به مدت ۹ ماه اجرا شده و در دی ماه سال ۱۳۸۹ به بهره‌برداری رسید.
نقطه آغازین تله‌کابین تبریز در قسمت ورودی تفرجگاه بوده و در ارتفاعات کوه به پایان می‌رسد و مسافران با عبور از میان صخره‌ها دید کاملی از شهر تبریز خواهند داشت. تله کابین تبریز مجهز به سامانه عکاسی خودکار بوده و با استفاده از آن می‌توان عکس یادگاری گرفت.

## فاز اول

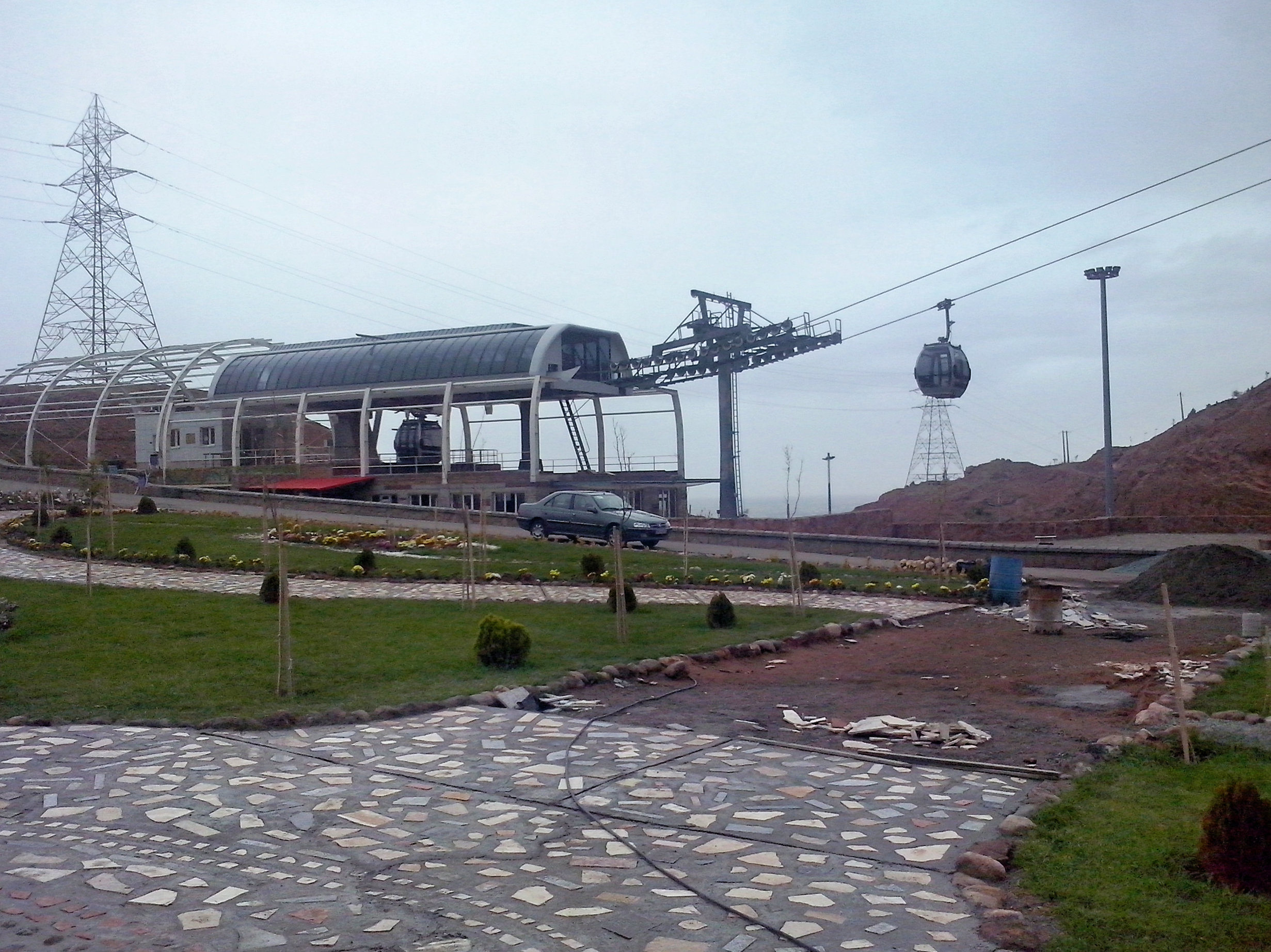
ایستگاه اول تله‌کابین عون بن علی تبریز.

فاز اول این پروژه در دی ماه سال ۱۳۸۹ به طول ۱۴۸۰ متر (شیب‌دار) به بهره‌برداری رسید، در این فاز مسیر از دامنه کوه آغاز و در ارتفاعات عون بن علی به پایان می‌رسد.
این مسیر ظرفیت انتقال یک هزار نفر در ساعت را دارد، و با حرکت تله‌کابین از دکل دوم به سوم، مسافران با عبور از صخره‌ها دید کاملی از شهر دارند، عبور از دکل چهارم و پنجم نیز از کنار مسجد عون‌بن‌علی و یادمان شهدای گمنام است، نقطه زیبای این مسیر عبور از دره مقابل رستوران بام تبریز به عمق ۹۰ متر و به طرف انتهای مسیر است.

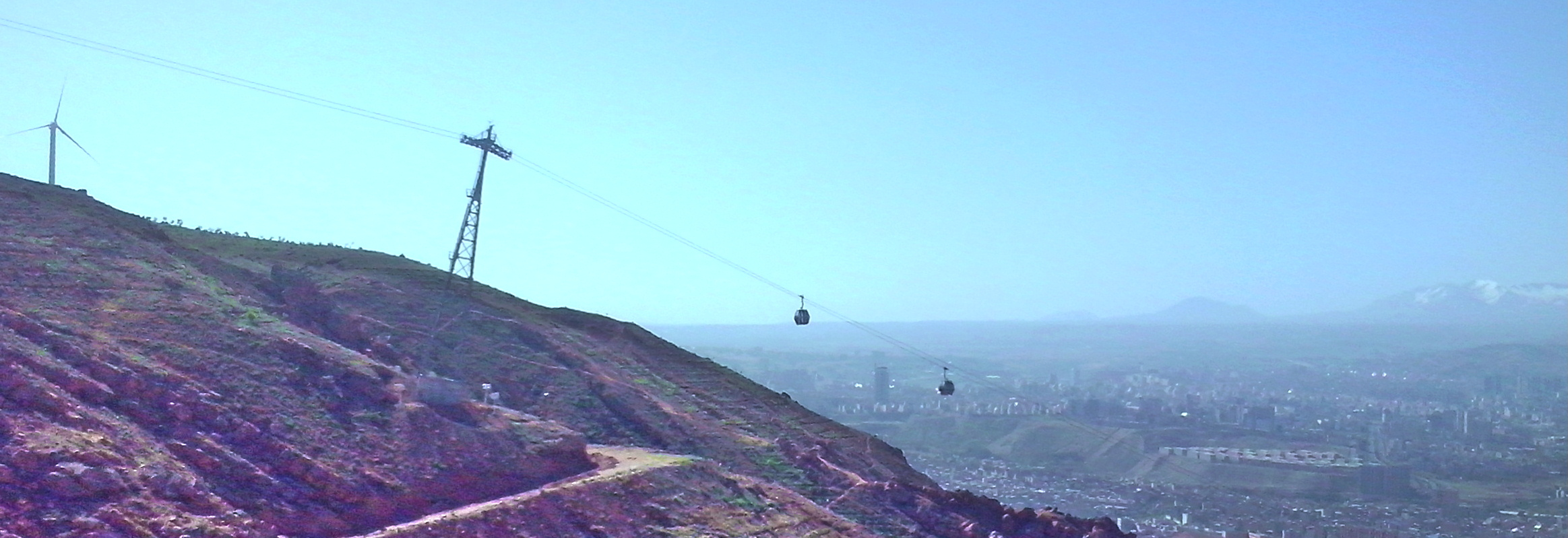
تله‌کابین عون بن علی.

## فاز دو
فاز دوم تله‌کابین تبریز از ارتفاعات عون بن علی تا سد شهید مدنی با اعتبار ۱۲۰ میلیارد ریال اجرا خواهد شد و طبق محاسبات انجام گرفته کل زمان سفر در هر مسیر رفت و برگشت از طریق تله‌کابین در فاصله چهار کیلومتری عون بن علی تا ارتفاعات بالادست سد شهید مدنی ۶ دقیقه و ۲۴ ثانیه و در هر شش ثانیه نیز یک کابین در رفت و برگشت خواهد بود.

## فاز سه
فاز سوم این پروژه نیز از سد شهید مدنی تا ارتفاعات کوه دند تکمیل خواهد شد که پس از راه‌اندازی این پروژه به طولانی‌ترین تله کابین کشور تبدیل خواهد شد.

## تجهیزات فنی
تمامی تجهیزات و امکانات فنی این پروژه از شرکت دوپل‌مایر اتریش خریداری شده است، همچنین سیستم هدایت این تله کابین در سرعت ۵ متر بر ثانیه با قدرت ۱۹۱ کیلو وات عمل می‌کند.
تعداد دکل : ۶ ( متغیر از ۸ الی ۳۸ متر)
نوع تنشن : هیدرولیکی در ایستگاه پایین

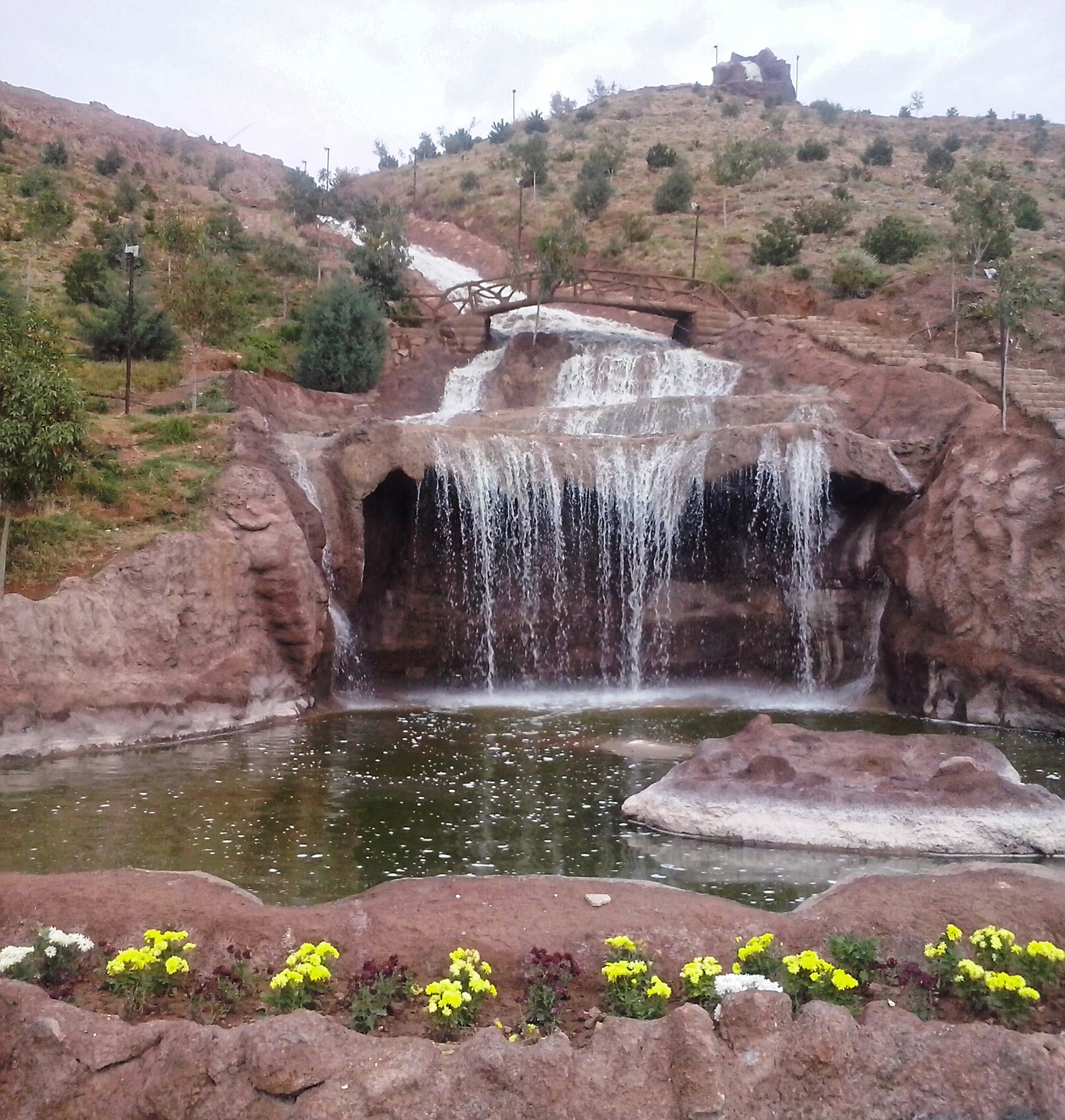
آبنمای ایستگاه تله‌کابین عینالی تبریز.

محل ایستگاه درایو : پایین
نوع کابین : ۸ نفره جدا شونده
قطر کابل اصلی : ۴۵ میلی متر